# CRTM
CRTM(스페인어: Consorcio Regional de Transportes de Madrid, →마드리드 교통 지역 컨소시엄)은 마드리드 지방의 모든 대중교통 체계를 담당하고 관리하는 공기업이다. 1985년 12월 16일에 설립되었다.
1986년 12월 31일부로 마드리드 시와 마드리드 지방의 모든 대중교통 기업이 CRTM으로 통합되었고, 마드리드 지하철 공사 역시 CRTM의 자회사가 되었다. 1989년에는 마드리드 지하철 공사가 '메트로 데 마드리드' (Metro de Madrid)로 개명하고, 관리주체도 국영에서 지방정부로 넘어갔다.
CRTM은 마드리드 내의 대중교통 요금을 설정하고 승차권을 발매하는 역할도 맡고 있다. 특히 마드리드 지방을 A구역 (마드리드)부터 B1~B3구역, C1-C3구역까지 나누어 요금을 부과하고 있다.